# 5944 Utesov
Az 5944 Utesov (ideiglenes jelöléssel 1984 JA2) a Naprendszer kisbolygóövében található aszteroida. Ljudmila Georgijevna Karacskina fedezte fel 1984. május 2-án.